# 高翀 (嘉靖進士)
高翀（1490年—1570年7月12日），字允升，號玉華，湖廣德安府安陸縣人，明朝政治人物。

## 生平
高翀出生時母親夢見太陽墮入懷中，少年已能寫作七言詩，喜歡閱讀蔡清的著作，說：「為學不跟隨道理而因循，說話雖華麗但沒有用也。」十七岁时，高翀随叔父经商于湖广安陸，遂定居當地，正德三年（1508年）成为生员。嘉靖元年（1522年）他中湖广乡试舉人，五年（1526年）成丙戌科三甲進士，獲授犍為知縣，行仁政以愛民、嚴厲教育士子，遇上旱災就在烈日中長跪祈禱，雨稅很快降下，餘暇則和諸生終日講學；調任溧水，因廉明獲稱頌，再改任束鹿，依舊不追求新法便利民眾，自命廉潔不改寒素。
不久高翀入朝擔任戶部主事，外轉浙江布政使司參議，擢雲南按察使、貴州左布政使，三十五年（1556年）陞貴州巡撫，適逢朝廷修繕三殿，巨木都從貴州徵用，他只用三年就完成；苗族人伺隙起事，他說：「犬豕窺視朝廷力量薄弱才會這樣，假使因為木政屈服而議撫，不就是買賣，應該安撫其罪薄者，而捕獲兇頑者，以剿為撫。」條議上奏後，獲命便宜行事。叛兵李昂擁眾稱雄，阻塞雲南貢道，他釋放脅從者離間對方黨羽，命內應在兵臨時鼓譟，經內外夾擊後擒獲李昂，諸寨潰散；又設立保甲法給產授糧，治理貴州五年六次出征皆捷，明世宗嘉納讓其子高兗入國子監讀書，到三十九年（1560年）被吏科都給事中梁夢龍彈劾貪墨昏庸而革職閒住，八十一歲去世，著有《奏疏集》及《玉華詩文稿》。

## 家族
原籍江西峡江县，曾祖高孟轍。祖父高漢，祖母毛氏。父高岐，號梧岡；母鄧氏。

## 引用
- 何遷《右副都御史玉華高公翀行状》

1. 1 2  道光《安陸縣志·卷二十八·人物》：高翀，字允升，誕時母夢旭日墮懷，稍長能為七言詩，喜讀蔡虛齋書，謂：「為學不跟理道而襲陳，言雖華無當也。」嘉靖壬午舉於鄉，丙戌成進士，初令犍為，調溧水、補束鹿，皆不務新條格以奪民便，廉刻自奉不改寒素，召入戶曹，尋參議浙江，久之擢布政使，拜右副都御史巡撫貴州。會修三殿，巨木皆徵於貴，翀祇役三歲乃竣，時諸苗伺隙相煽而起，翀曰：「彼犬豕窺吾力短長而為此，此倘以木政絀而議撫，直貨之耳，宜撫其罪薄而弱者，取其兇頑殪之乃上，以勦為撫。」議上，命便宜行事。叛卒李昂擁眾稱雄，梗雲南貢道，兩省患之，翀釋脅從離其黨，使內應因揚兵臨之，昂鼓噪至，我兵四合內外夾擊，昂成擒，諸寨皆驚散；乃立保甲法給產授糧籍以兵，貴人益賴之，治黔五年六征皆捷，上嘉之，廕一子入監，以老乞歸，年八十一卒，所著有《奏疏集》及《玉華詩文稿》。 《三楚文獻錄》
2. ↑  道光《安陸縣志·卷二十四·選舉》：進士……明……（嘉靖）五年丙戌龔用卿榜 高翀 貴州巡撫，有傳……舉人 明……嘉靖元年壬午科易泉榜……高翀 見進士表
3. ↑  民國《犍為縣志·卷五·職官志》：明高翀，德安人，嘉靖中任，仁以愛民、嚴以造士，時遇旱災，日中長跪禱雨立應，政暇即與諸生終日講學不倦，官至貴州巡撫。 入祀名宦祠
4. ↑  光緒《溧水縣志·卷五·官師志》：高翀，江西新淦人，湖廣安陸籍，由進士嘉靖七年任，廉明愷悌，民咸頌之。
5. ↑  《明世宗肅皇帝實錄·卷四百三十三》：（嘉靖三十五年三月甲申）陞雲南左布政使陳錠、貴州左布政使高翀俱為都察院右副都御史兼贊理軍務，錠廵撫雲南，翀廵撫貴州。
6. ↑  《明世宗肅皇帝實錄·卷四百七十七》：（嘉靖三十八年十月）癸卯廵撫貴州都察院右副都御史高翀三年秩滿，廕其子兗為國子生。
7. ↑  《明世宗肅皇帝實錄·卷四百八十七》：（嘉靖三十九年八月壬戌）詔貴州巡撫高翀、湖廣巡撫陳仕賢俱革職閒住，以吏科都給事中梁夢龍劾翀貪耄、仕昏庸，各不職故也。
8. ↑  光緒《德安府志·卷十三·人物一》：高翀，字允升，安陸人，嘉靖丙戌進士，初令犍為，調溧水、補束鹿，皆不務新條格以奪民便，廉刻自奉不改寒素，召入戶曹，尋參議浙江，久之擢布政使，拜右副都御史巡撫貴州。會修三殿，巨木皆徵於貴，翀役三歲乃竣，時諸苗伺隙相煽而起，翀曰：「犬豕窺吾力短長而為此，倘以木政絀而議撫，直貨之耳，宜撫其罪薄而弱者，取其兇頑殪之乃上，以勦為撫。」議上，命便宜行事。叛卒李昂擁眾稱雄，梗雲南貢道，兩省患之，翀釋脅從離其黨，使內應因揚兵臨之，昂鼓噪至，我兵四合內外夾擊，昂成擒，諸寨皆驚散；乃立保甲法給產授糧籍以兵，貴人益賴之，治黔五年六征皆捷，上嘉之，廕一子入監，以老乞歸，年八十一卒，所著有《奏疏集》及《玉華詩文稿》。 據《三楚文獻錄》